# Синандрей (комуна)
Синандрей (рум. Sânandrei) — комуна у повіті Тіміш в Румунії. До складу комуни входять такі села (дані про населення за 2002 рік):
- Карани (1794 особи)
- Ковач (751 особа)
- Синандрей (2826 осіб)

Комуна розташована на відстані 417 км на північний захід від Бухареста, 11 км на північний захід від Тімішоари.

## Населення
За даними перепису населення 2002 року у комуні проживала 5371 особа.
Національний склад населення комуни:
| Національність            | Кількість осіб | Відсоток |
| ------------------------- | -------------- | -------- |
| румуни                    | 4953           | 92,2%    |
| німці                     | 148            | 2,8%     |
| угорці                    | 141            | 2,6%     |
| українці                  | 67             | 1,2%     |
| цигани                    | 25             | 0,5%     |
| серби                     | 16             | 0,3%     |
| словаки                   | 8              | 0,1%     |
| росіяни-липовани          | 3              | 0,1%     |
| болгари                   | 3              | 0,1%     |
| хорвати                   | 1              | < 0,1%   |
| вірмени                   | 1              | < 0,1%   |
| не вказали національність | 3              | 0,1%     |

Рідною мовою назвали:
| Мова                  | Кількість осіб | Відсоток |
| --------------------- | -------------- | -------- |
| румунська             | 5020           | 93,5%    |
| німецька              | 131            | 2,4%     |
| угорська              | 118            | 2,2%     |
| українська            | 62             | 1,2%     |
| сербська              | 13             | 0,2%     |
| циганська             | 11             | 0,2%     |
| словацька             | 7              | 0,1%     |
| російська             | 3              | 0,1%     |
| болгарська            | 2              | < 0,1%   |
| не вказали рідну мову | 3              | 0,1%     |

Склад населення комуни за віросповіданням:
| Релігія                                       | Кількість осіб | Відсоток |
| --------------------------------------------- | -------------- | -------- |
| православні                                   | 4343           | 80,9%    |
| римо-католики                                 | 311            | 5,8%     |
| греко-католики                                | 245            | 4,6%     |
| п'ятдесятники                                 | 183            | 3,4%     |
| баптисти                                      | 48             | 0,9%     |
| реформати                                     | 42             | 0,8%     |
| адвентисти                                    | 28             | 0,5%     |
| бретрени                                      | 23             | 0,4%     |
| не релігійні                                  | 5              | 0,1%     |
| лютерани                                      | 2              | < 0,1%   |
| лютерани (Синодально-пресвітеріанська церква) | 1              | < 0,1%   |
| лютерани (Аугсбурзького сповідання)           | 1              | < 0,1%   |
| атеїсти                                       | 1              | < 0,1%   |
| не вказали релігію                            | 4              | 0,1%     |